# Schieß-Europameisterschaften 300 Meter 2022
Die 12. ESC Schieß-Europameisterschaften 300 Meter 2022, fanden vom 25. bis 30. Juli 2022 in Zagreb, Kroatien für die Disziplin Gewehr auf die 300-Meter-Distanz statt. Es nahmen 55 Athletinnen und Athleten aus 14 Ländern teil.

## Ergebnisse

### Männer
| Wettbewerb                                 | Gold                                                      | Gold | Silber                                              | Silber | Bronze                                                  | Bronze |
| ------------------------------------------ | --------------------------------------------------------- | ---- | --------------------------------------------------- | ------ | ------------------------------------------------------- | ------ |
| 300 m Gewehr Dreistellungskampf            | István Péni                                               | --   | Tomasz Bartnik                                      | --     | Dimitri Dutendas                                        | --     |
| 300 m Gewehr Dreistellungskampf Mannschaft | ÖsterreichGernot Rumpler Alexander Schmirl Bernhard Pickl | --   | SchweizPascal Bachmann Gilles Dufaux Sandro Greuter | --     | PolenRobert Kraskowski Maciej Kowalewicz Tomasz Bartnik | --     |
| 300 m Gewehr liegend                       | Steffen Olsen                                             | --   | Remi Moreno Flores                                  | --     | Pascal Bachmann                                         | --     |

### Frauen
| Wettbewerb                                 | Gold                                               | Gold    | Silber                                                    | Silber  | Bronze                                               | Bronze  |
| ------------------------------------------ | -------------------------------------------------- | ------- | --------------------------------------------------------- | ------- | ---------------------------------------------------- | ------- |
| 300 m Gewehr Dreistellungskampf            | Lisa Müller                                        | 583-23x | Elin Ahlin                                                | 582-19x | Henna Viljanen                                       | 579-13x |
| 300 m Gewehr Dreistellungskampf Mannschaft | SchweizAnja Senti Michèle Bertschi Silvia Guignard | --      | DeutschlandVeronika Münster Anna-Lena Geuther Lisa Müller | --      | PolenPaula Wrońska Karolina Kowalczyk Sylwia Bogacka | --      |
| 300 m Gewehr liegend                       | Anja Senti                                         | --      | Karolina Kowalczyk                                        | --      | Elin Ahlin                                           | --      |

### Offener Wettbewerb
Die Ergebnisse für Offene Wettbewerbe können von Teams unterschiedlicher Geschlechter erzielt werden.
| Wettbewerb           | Gold           | Gold | Silber         | Silber | Bronze          | Bronze |
| -------------------- | -------------- | ---- | -------------- | ------ | --------------- | ------ |
| 300 m Standardgewehr | Tomasz Bartnik | --   | Bernhard Pickl | --     | Silvia Guignard | --     |

### Mixed
| Wettbewerb                      | Gold                                | Gold | Silber                        | Silber | Bronze                             | Bronze |
| ------------------------------- | ----------------------------------- | ---- | ----------------------------- | ------ | ---------------------------------- | ------ |
| 300 m Gewehr Dreistellungskampf | Gilles Dufaux Silvia Guignard       | --   | Karl Olsson Elin Ahlin        | --     | Pascal Bachmann Anja Senti         | --     |
| 300 m Gewehr liegend            | Karolina Kowalczyk Daniel Romańczyk | --   | Silvia Guignard Gilles Dufaux | --     | Veronika Münster Christian Dressel | --     |

## Medaillenspiegel
| Platz  | Land        | Gold | Silber | Bronze | Gesamt |
| ------ | ----------- | ---- | ------ | ------ | ------ |
| 01     | Schweiz     | 3    | 2      | 1      | 6      |
| 02     | Polen       | 2    | 2      | 2      | 6      |
| 03     | Deutschland | 1    | 1      | 1      | 3      |
| 04     | Österreich  | 1    | 1      | —      | 2      |
| 05     | Dänemark    | 1    | —      | —      | 1      |
| 05     | Ungarn      | 1    | —      | —      | 1      |
| 07     | Schweden    | —    | 2      | 1      | 3      |
| 08     | Frankreich  | —    | 1      | 1      | 2      |
| 09     | Finnland    | —    | —      | 1      | 1      |
| Gesamt | Gesamt      | 9    | 9      | 9      | 27     |